# Tinodes ashigaranis
Tinodes ashigaranis là một loài Trichoptera trong họ Psychomyiidae. Chúng phân bố ở miền Cổ bắc.